# Dusona obliterata
Dusona obliterata là một loài tò vò trong họ Ichneumonidae.